# Parti radical serbe
Pour l’article homonyme, voir Parti radical serbe de la république serbe de Bosnie.
Le Parti radical serbe (en serbe : Srpska radikalna stranka, en serbe en écriture cyrillique : Српска радикална странка, en abrégé SRS) est un parti politique ultranationaliste,,,,, serbe, classé à l'extrême droite,,,,. Il a été fondé en 1991 et a son siège à Zemun. Il est présidé par Vojislav Šešelj et, par intérim, par son vice-président Alexandre Šešelj (en).
Le SRS soutient la création d'une Grande Serbie,. Il est eurosceptique et russophile, était autrefois considéré comme anti-occidental et a été décrit comme « néofasciste » dans les années 1990 en raison de son soutien bruyant à l'ultranationalisme,,,. En ce qui concerne les questions sociales, le SRS est traditionaliste et a été qualifié de populiste de droite,. Il possède également des sections locales dans certains des États voisins.

## Création et débuts
Le Parti radical serbe (SRS) est fondé le 23 février 1991 par la fusion du Mouvement tchetnik serbe (SČP) de Vojislav Šešelj et du Parti radical national (NRS). Le SČP avait lui-même été fondé en 1990 mais sa dénomination qui faisait explicitement référence aux tchetniks historiques, lui avait valu un refus d'enregistrement. Šešelj devient le premier président du SRS, tandis que Tomislav Nikolić, membre du NRS, en devient le vice-président.

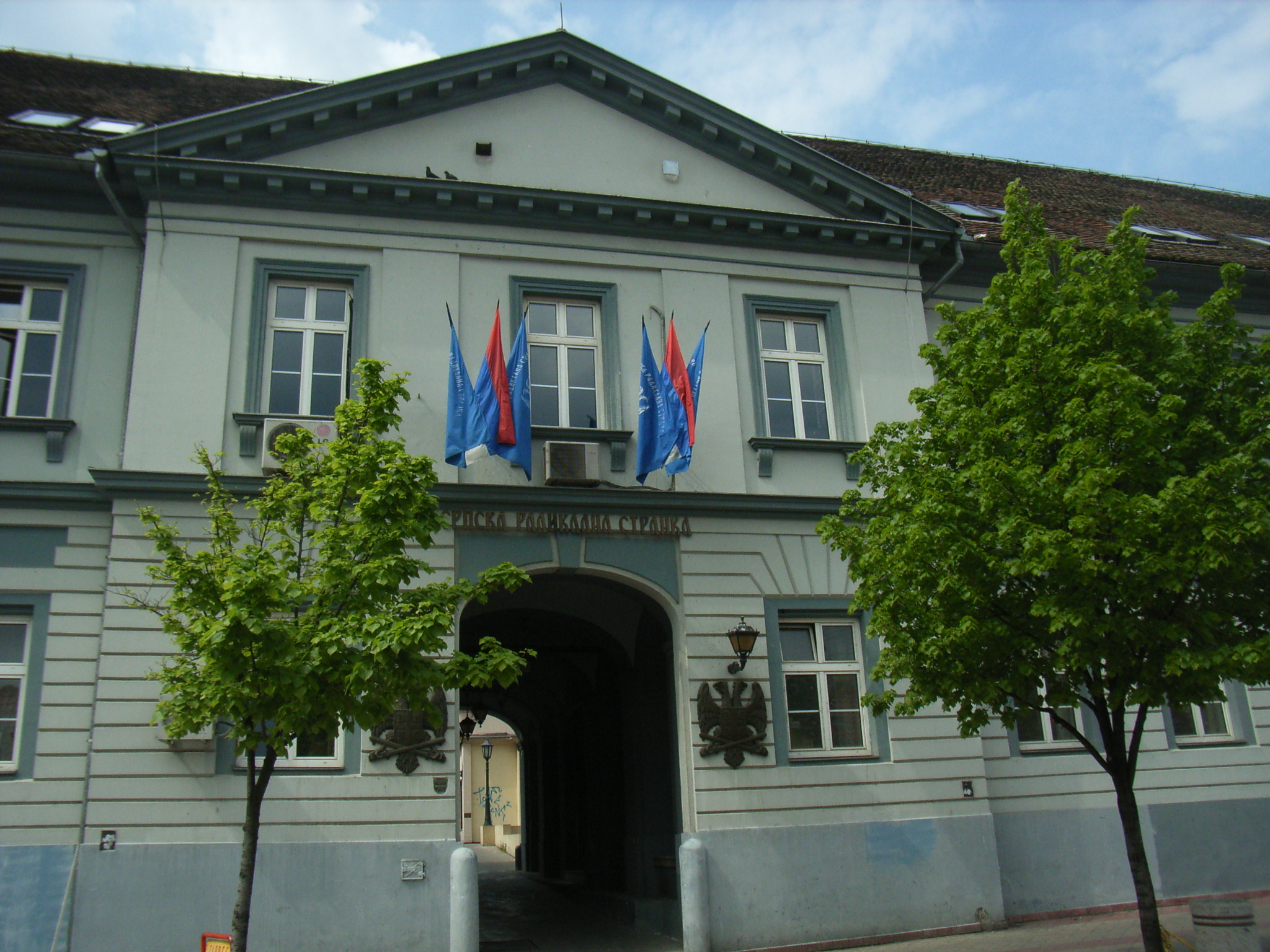
Le siège du Parti radical serbe à Zemun

Le développement du parti est lié à son utilisation des médias qui permettent d'exprimer ses idées nationalistes à la télévision publique, au point que le Parti socialiste de Serbie (SPS) de Slobodan Milošević, lui aussi patriotique, apparaît plutôt modéré en comparaison. Šešelj promeut alors l'idée populaire d'un « complot international contre les Serbes », impliquant notamment l'Allemagne, le Vatican, la CIA, l'Italie, la Turquie ainsi que les partis politiques serbes centristes. Cette théorie du complot est elle aussi relayée par les médias contrôlés par Milošević. En 1991, Šešelj devient membre du Parlement en tant que député indépendant et se fait une réputation de bagarreur en en venant aux mains avec des opposants au gouvernement.
Aux élections législatives du 20 décembre 1992, le SRS remporte 29,2 % des suffrages et obtient 73 sièges à l'Assemblée nationale, ce qui confirme sa rapide ascension et en fait le second parti parlementaire du pays ; Šešelj avait mené sa campagne sur des thèmes comme l'expulsion des Albanais hors du Kosovo, l'expulsion des Bosniaques musulmans du Sandžak et le départ forcé des Croates hors de Serbie. Après les élections, le Parti socialiste de Serbie conclut une alliance informelle avec le SRS et contribue à l'éviction des politiciens modérés des charges publiques,,. En revanche, à la fin de 1993, le SRS et le SPS entrent en conflit,, d'autant que Milošević change de politique extérieure et s'oriente vers des positions plus pacifiques de manière à contrer l'effet des sanctions des Nations unies contre la Serbie ; d'autre part, de nombreux socialistes redoutent la montée puissance du SRS. Des désaccords surgissent dans l'opposition dont fait désormais partie le SRS et Milošević convoque de nouvelles élections législatives qui ont lieu le 19 décembre. Le SRS obtient 15,6 % des suffrages et 39 députés, perdant ainsi presque la moitié de ses représentants. La plupart des Serbes sont las des guerres et des sanctions économiques qui frappent le pays ; d'autre part, le SRS est exclu des médias officiels et y fait l'objet d'une propagande défavorable. Les accords de Dayton signés en 1995 ramènent la paix en Bosnie-Herzégovine ; Šešelj dénonce alors Milošević comme « le plus grand traître de l'histoire serbe » et fait de l'événement la plus grande défaite de la Serbie depuis la bataille de Kosovo Polje contre les Ottomans en 1389.
Entre 1998 et 2000, le Parti radical serbe forme un gouvernement avec le Parti socialiste de Serbie puis se retrouve dans l’opposition.
Vojislav Šešelj, son président, après avoir fait de la prison en Serbie en 1994, attend son jugement par le TPIY à La Haye. Des membres de l’extrême droite française, et tout particulièrement du Front national (FN), à l’instar de Bruno Gollnisch ou de Carl Lang, lui accordent régulièrement leur soutien,.

## L'après Milošević
Après la révolution des bulldozers qui a lieu le 5 octobre 2000 et qui renverse Milošević, le Parti radical serbe (SRS) est trop compromis avec l'ancien régime pour participer à la coalition de l'Opposition démocratique de Serbie (DOS) ; des élections législatives ont lieu le 23 décembre et le DOS remporte 176 sièges à l'Assemblée nationale de la république de Serbie ; le SRS quant à lui n'en a plus que 23,.
Son audience électorale progresse par la suite, alors que le pouvoir en place, enlisé dans des conflits internes et incapable de redresser rapidement la situation économique du pays, suscite une montée du mécontentement.

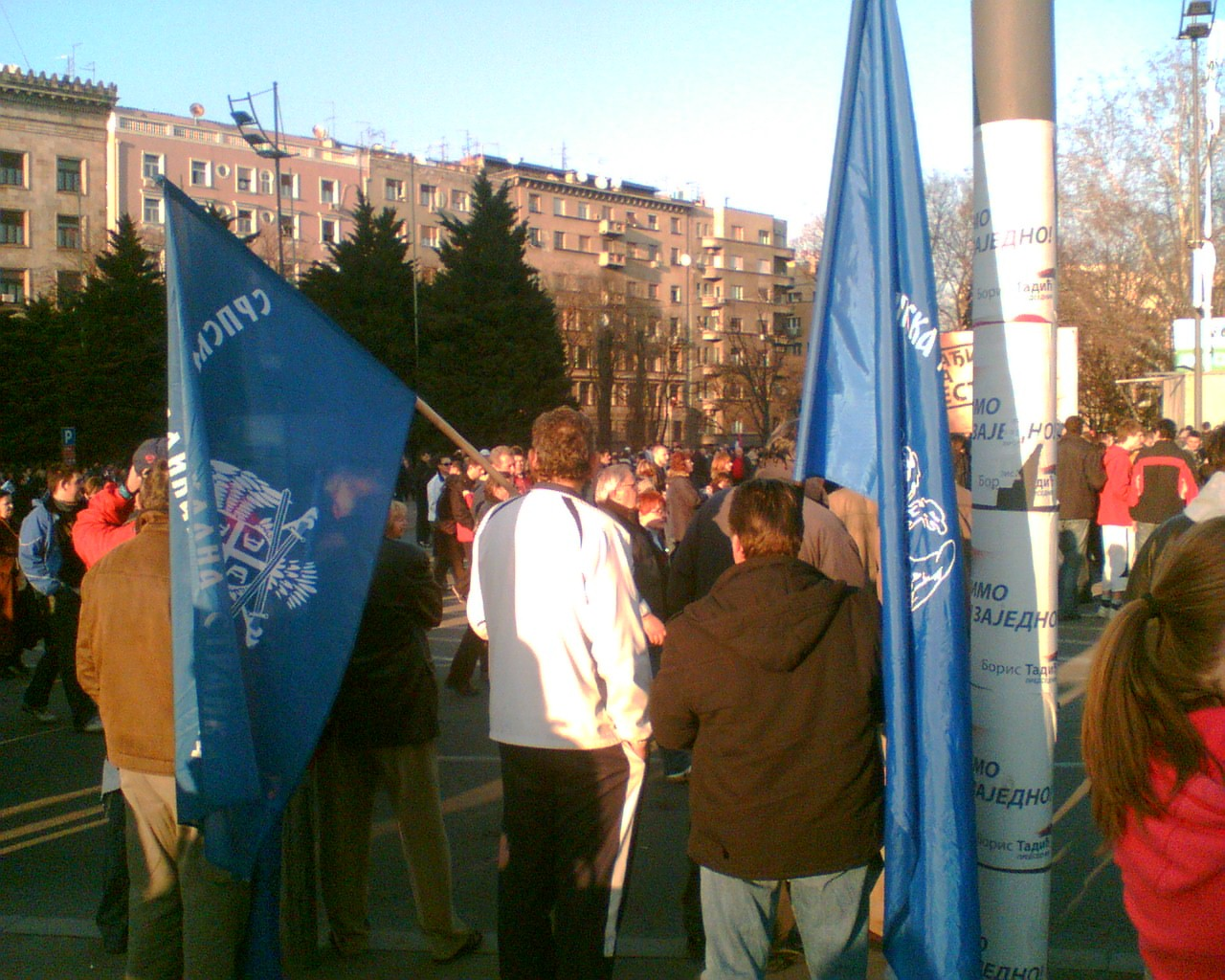
Des militants du SRS lors des manifestations contre l'indépendance du Kosovo

À partir de 2002, la Serbie traverse une crise politique liée à son incapacité à élire un président de la République. Par trois fois, les élections sont invalidées faute d'une participation suffisante ; le 8 décembre 2002, Vojislav Šešelj était arrivé en seconde position et, le 16 novembre 2003, Tomislav Nikolić en première position,,. L'élections législatives anticipées du 28 décembre 2003 confirme le bon résultat de Nikolić à l'élection présidentielle ; le SRS obtient 27,6 % des suffrages et envoie 82 représentants à l'Assemblée, ce qui en fait, à l'époque, la première force politique de Serbie devant le Parti démocrate de Serbie (DSS) de Vojislav Koštunica et le Parti démocrate (DS) de Boris Tadić,. Aux élections législatives du 21 janvier 2007, le SRS se confirme comme le principal parti serbe avec 1 153 453 voix, soit 28,59 % des suffrages ; il obtient 81 députés.
Aux élections législatives anticipées de 2008, le Parti radical serbe affronte seul les élections ; il a présenté 250 candidats, et annonce une alliance avec le Parti socialiste de Serbie et le Parti démocrate de Serbie de Vojislav Koštunica une alliance pour la mairie de Belgrade et un gouvernement de coalition.

### La scission
La position à tenir vis-à-vis de l’Union européenne a profondément divisé le SRS, conduisant à une scission. Dans les années 2000, les cadres du SRS commencent à se rapprocher de certains pays de l'Union européenne, notamment de la France, qui les invite à son ambassade les jours de réception, tandis que des contacts informels se poursuivent. À la suite d'une réunion au Ritz, à Paris, à l’automne 2008, à laquelle participe également le premier ministre pro-occidental du Monténégro, Milo Đukanović, et des intermédiaires, comme l’homme d’affaires Stanko Subotić, les dirigeants du SRS Aleksandar Vučić et Tomislav Nikolić se laissent convaincre d'abandonner l'idéologie ultranationaliste de leur parti.
Le 5 septembre 2008, des radicaux favorables à l’entrée de la Serbie dans l’UE dans son intégralité géographique, c’est-à-dire avec le Kosovo, avaient accepté de voter le rapprochement entre la Serbie et l’UE. Cependant, le jour même, Tomislav Nikolić est mis en minorité par l’aile dure sur consigne de Vojislav Šešelj et a dû démissionner de la présidence par intérim du parti et de la direction du groupe parlementaire. Le 8, Nikolić forme, avec une dizaine de députés, un nouveau groupe parlementaire, Napred Srbijo (Напред Србијо). Il est exclu du parti, qui est repris en main par Dragan Todorović et Gordana Pop Lazić, et crée une nouvelle formation politique, le Parti progressiste serbe,,. Aleksandar Vučić, secrétaire général du parti, démissionne à son tour le 14 et rejoint Nikolić.
Après sa libération en 2018, Vojislav Šešelj reprend les rênes du SRS. Ce dernier est cependant marginalisé et « sert tout au plus d’épouvantail sur le flanc droit de M. Vučić », relèvent les journalistes Jean-Arnault Dérens et Laurent Geslin.

## Programme
Les Radicaux ont soutenu l’idée d’une Grande Serbie pendant les années 1990 ; aujourd’hui, ils demandent l’union de la république serbe de Bosnie à la Serbie et revendiquent l’héritage tchetnik. Le parti est également présent en république serbe de Bosnie et en Macédoine du Nord. Il était aussi présent en république serbe de Krajina durant son existence.
Le succès aux élections du parti radical n’est pas dû à son programme populiste, il est surtout le résultat de son discours social, dans lequel il réclame une importante intervention de l’État en faveur des populations appauvries par les années de guerre (19 % de chômeurs en Serbie) ainsi qu’à son discours en direction des Serbes réfugiés en Serbie à la suite de la purification ethnique en Croatie et au Kosovo (environ 800 000 personnes). Ce basculement du nationalisme au social est dû à l’arrivée à la tête du SRS de Tomislav Nikolić. Il fit progresser le parti de 200 000 voix (1,2 million de voix au total).

## Relations internationales
Le parti a reçu le soutien du Front national français dans les années 1990,,. Il entretient des liens avec le parti nationaliste grec Aube dorée et est allié au parti néofasciste italien Forza Nuova.
Le parti a compté l'Irak de Saddam Hussein et le Parti Baas socialiste pan-arabe comme l'un de ses soutiens politiques et financiers jusqu'à l'invasion de l'Irak en 2003, car les parties ont trouvé comme cause commune la défiance vis-à-vis des États-Unis. Des considérations similaires ont conduit le parti à soutenir Mouammar Kadhafi en Libye à la suite de l'intervention militaire de l'OTAN en Libye en 2011. La Serbie et la Libye avaient maintenu de bonnes relations depuis que Kadhafi s'était vivement opposé à l'intervention de l'OTAN en Serbie dans les années 1990, alors qu'il soutenait également l'opposition de la Serbie à l'indépendance du Kosovo. Le SRS a également exprimé son soutien au président syrien Bachar el-Assad lors de la guerre civile syrienne. Šešelj plaide pour une position neutre sur le conflit israélo-palestinien, équilibrant les relations solides de la Serbie avec les deux pays.
Le 9 mars 2016, Šešelj et Zmago Jelinčič Plemeniti (sl), président du Parti national slovène, ont signé un accord dans l'intention de rapprocher leurs partis en termes de partenariat et d'alliance politique.

## Résultats électoraux

### Élections législatives
| Année | Voix      | %     | Sièges   | Gouvernement   |
| ----- | --------- | ----- | -------- | -------------- |
| 2008  | 1 219 436 | 29,45 | 78 / 250 |                |
| 2012  | 180 558   | 4,61  | 0 / 250  | Non-représenté |
| 2014  | 72 303    | 2,01  | 0 / 250  | Opposition     |
| 2016  | 306 052   | 8,10  | 22 / 250 | Opposition     |
| 2020  | 65 954    | 2,05  | 0 / 250  | Non-représenté |
| 2022  | 82 067    | 2,22  | 0 / 250  | Non-représenté |
| 2023  | 55 782    | 1,46  | 0 / 250  | Non-représenté |